# هاري إدواردز
هاري إدواردز (بالإنجليزية: Harry Edwards)‏ (1 يناير 1870 بكوفنتري في المملكة المتحدة - ) هو لاعب كرة قدم بريطاني (وحمل سابقاً جنسية المملكة المتحدة لبريطانيا العظمى وأيرلندا) في مركز مهاجم داخلي. لعب مع برمنغهام سيتي وديربي كاونتي وكوفنتري سيتي وليستر سيتي ونادي واتفورد وWolverton A.F.C. ‏.